# Área funcional de Vitoria-Álava Central
Según las directrices de Ordenación del Territorio del Gobierno Vasco, Vitoria es la ciudad cabecera de un área funcional y de influencia urbana llamada Álava Central, que viene creada para la coordinación de ciertas determinaciones como la ordenación urbanística, definición de espacios o desarrollo de programas comunes. Según las citadas directrices, el área funcional se compone de 29 municipios alaveses y 2 vizcaínos (Ochandiano y Ubidea).
Teniendo en cuenta los flujos económicos y de población, la influencia de Vitoria traspasa además las fronteras del País Vasco con otra comunidad autónoma vecina: Castilla y León hasta los municipios burgaleses de Miranda de Ebro, La Puebla de Arganzón y el Condado de Treviño, esto es, la comarca del Ebro.

## Municipios del Área Funcional de Vitoria-Álava Central
- Alegría de Álava
- Armiñón
- Arraya-Maestu
- Arrazua Ubarrundia
- Aspárrena
- Barrundia
- Berantevilla
- Bernedo
- Campezo
- Cigoitia
- Cuartango
- Elburgo
- Iruña de Oca
- Iruraiz-Gauna
- Lagrán
- Lantarón
- Ochandiano (Vizcaya)
- Peñacerrada
- Ribera Alta
- Ribera Baja
- Salinas de Añana
- Salvatierra
- San Millán
- Ubidea (Vizcaya)
- Urcabustaiz
- Valdegovía
- Valle de Arana
- Villarreal de Álava

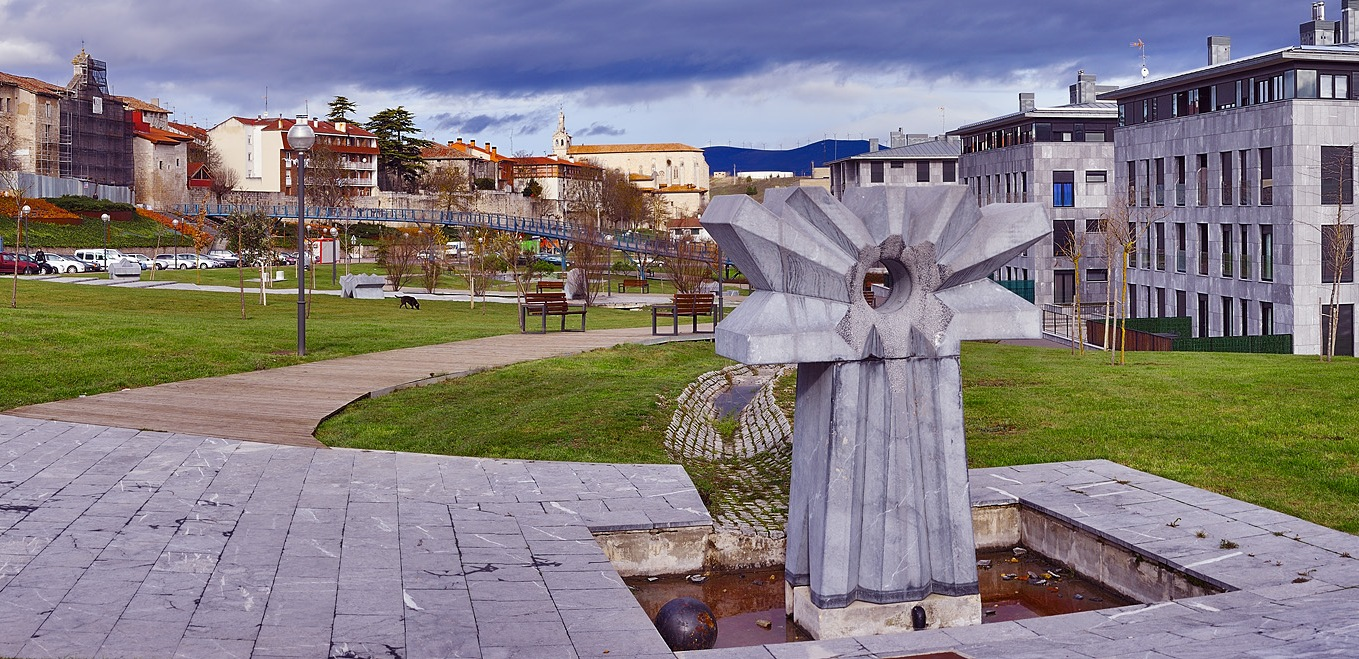
Vista parcial de Salvatierra.

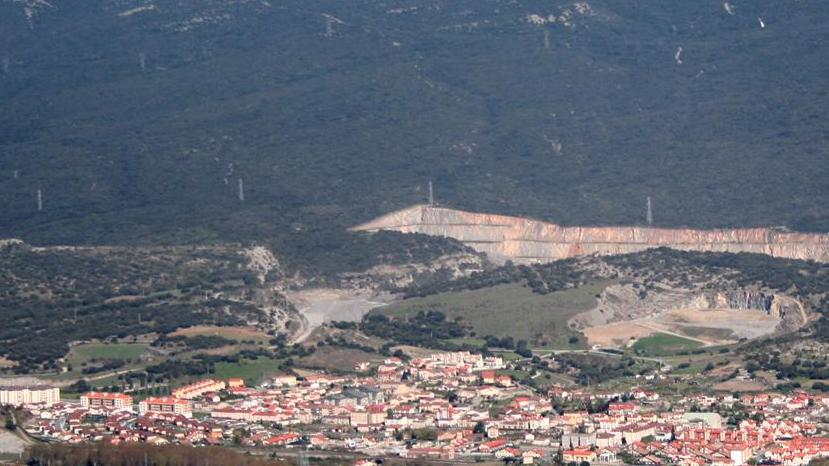
Vista parcial del municipio de Iruña de Oca.

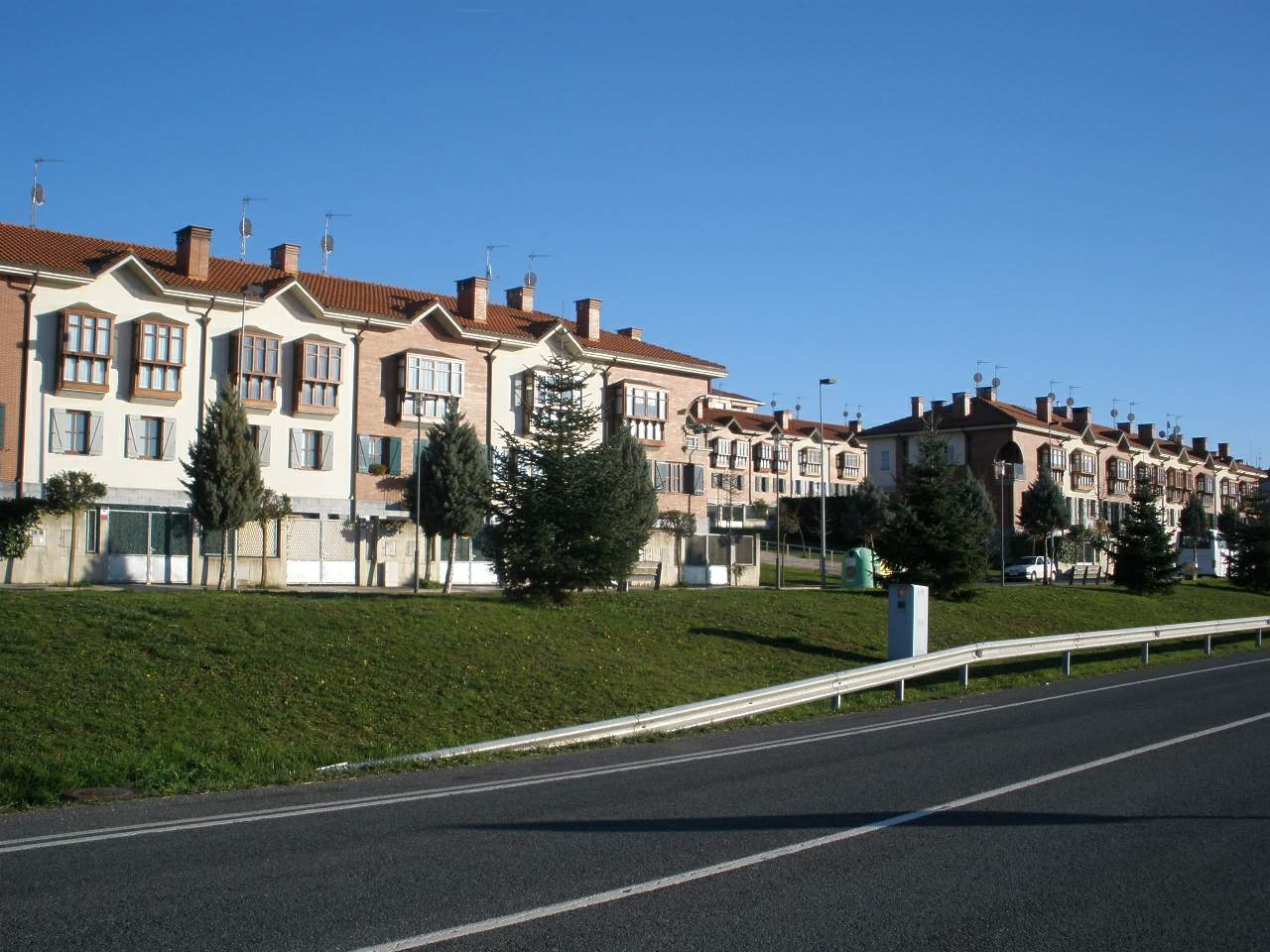
Barrio residencial en Villarreal de Álava.

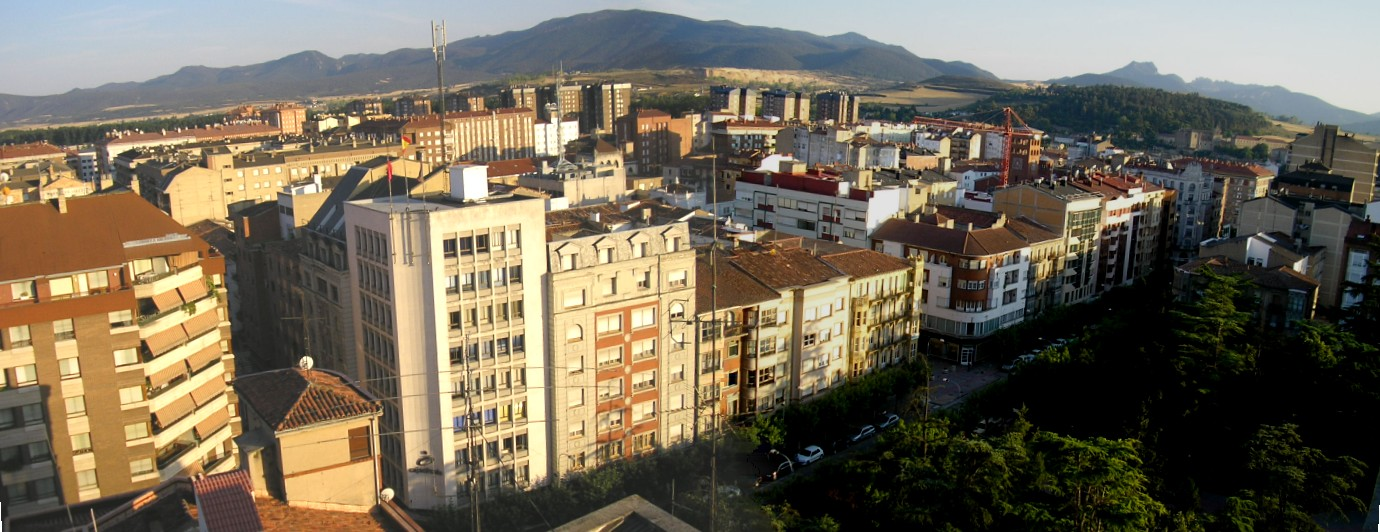
Miranda de Ebro.

- Vitoria (Cabecera del área y del sistema polinuclear de capitales vascas).
- Zalduendo
- Zambrana
- Zuya

| Municipio                              | Habitantes (INE 2024) |
| -------------------------------------- | --------------------- |
| Vitoria                                | 257.968               |
| Salvatierra                            | 5.155                 |
| Iruña de Oca                           | 3.625                 |
| Alegría de Álava                       | 2.971                 |
| Zuya                                   | 2.372                 |
| Villarreal de Álava                    | 2.086                 |
| Cigoitia                               | 1.844                 |
| Aspárrena                              | 1.611                 |
| Urcabustaiz                            | 1.462                 |
| Ribera Baja                            | 1.439                 |
| Resto de municipios del Área Funcional | 13.236                |
| TOTAL ÁREA FUNCIONAL DE ÁLAVA CENTRAL  | 293.769               |

Teniendo en  cuenta las localidades cercanas pertenecientes a la provincia de Burgos:
| Área - Municipio                | Habitantes (INE 2024) |
| ------------------------------- | --------------------- |
| Área Funcional de Álava Central | 293.769               |
| Miranda de Ebro (Burgos)        | 36.018                |
| Condado de Treviño (Burgos)     | 1.489                 |
| La Puebla de Arganzón (Burgos)  | 557                   |
| TOTAL                           | 331.833               |

## Área Metropolitana de Vitoria
La creación de la Comisión Metropolitana de Álava Central, tiene el fin de establecer estrategias comunes y trabajo conjunto con los municipios integrados en el Área Funcional de Álava Central de cara a lograr los siguientes objetivos:
- Planificar el crecimiento del suelo residencial, especializando sus tipologías de viviendas.
- Proponer criterios de planificación del desarrollo y crecimiento de los suelos logístico e industrial, para especializar cada espacio o corredor y adaptarlo a esa especialización.
- Diseñar un sistema integral para la gestión de las infraestructuras de comunicación.
- Diseñar una estrategia común de conservación del medio natural y protección de la biodiversidad.

Los nuevos suelos industriales y las dinámicas empresariales han iniciado un evidente proceso de influencia mutua entre los municipios que discurren alrededor de la A-1, como: Ribera Baja, Iruña de Oca, Alegría de Álava, Salvatierra o Aspárrena. Por otro lado, el proyecto Urban Audit publicó en el año 2004 un estudio sobre grandes zonas urbanas en el que incluyó el Área metropolitana de Vitoria.

## Transporte Interurbano

### Autobús
El servicio Álava Bus ofrece, bajo una imagen unificada, varias líneas de autobús en Álava Central. En el futuro se unirán a este servicio otras líneas que ya operan con otra identidad.

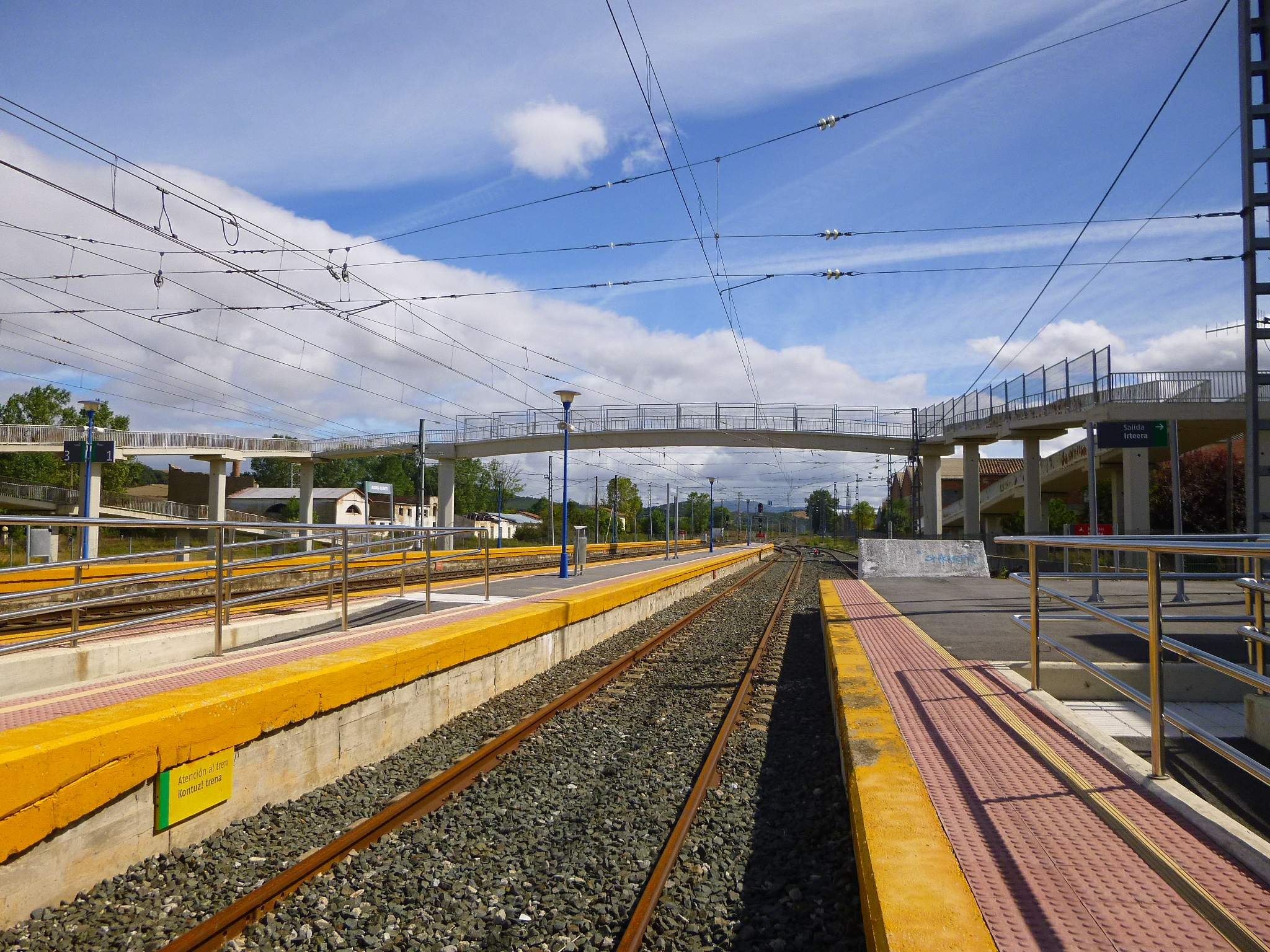
Estación de Renfe en Alegría de Álava.

### Cercanías Álava
Cercanías Álava (Arabako Aldiriak en euskera) es una línea de trenes interurbanos que da servicio a Vitoria y a su área funcional, explotado por Renfe Operadora bajo la marca Renfe Cercanías. Las estaciones empleadas, sin embargo, pertenecen a Adif. Está compuesta por una sola línea, que une las estaciones de Miranda de Ebro, Manzanos, La Puebla de Arganzón,  Nanclares de la Oca, Vitoria, Alegría de Álava,  Salvatierra,  Araia y Alsasua empleando la línea ferroviaria Madrid-Irún-Hendaya durante todo su recorrido.

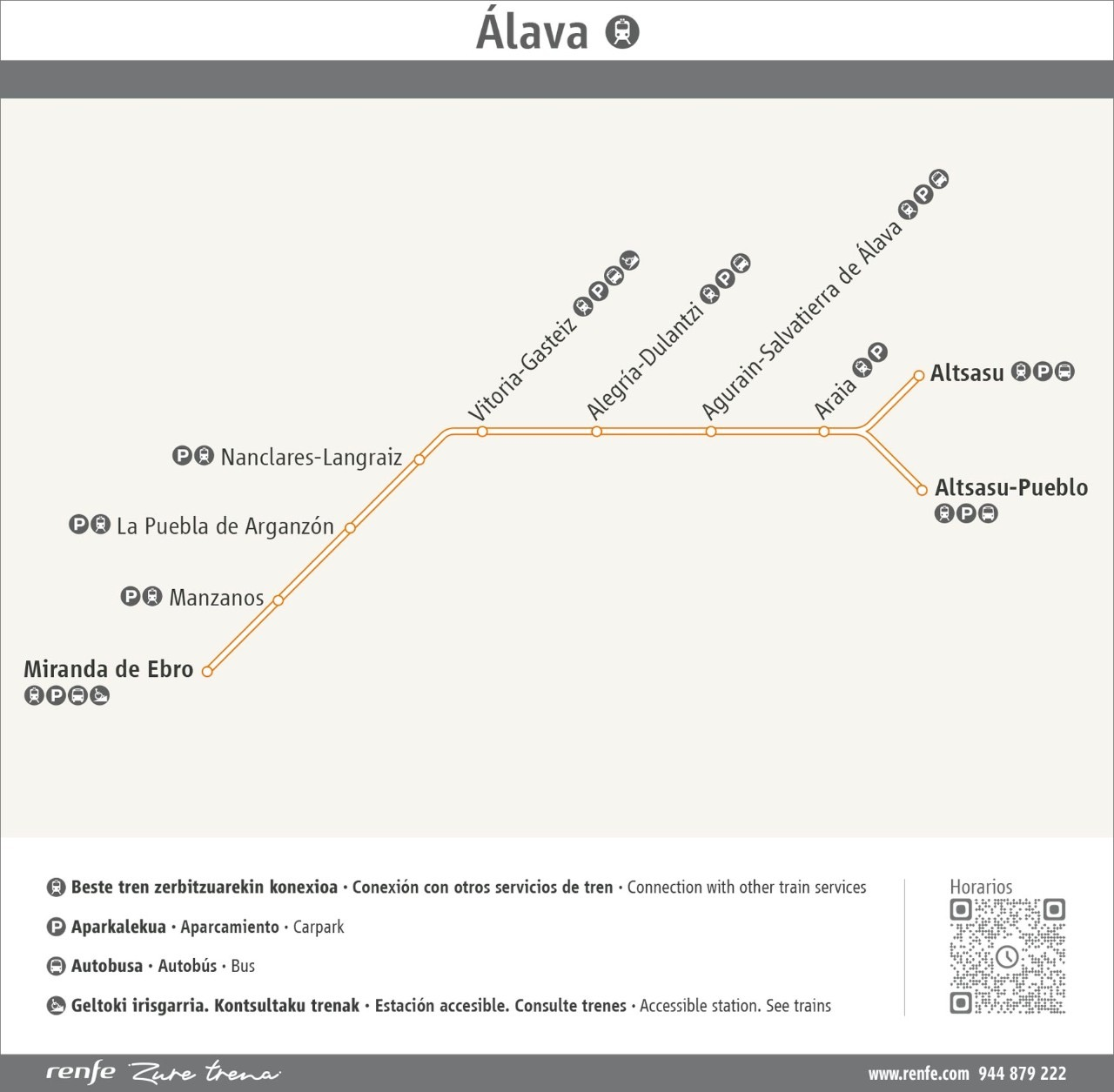
Plano de la línea Cercanías Álava